# Pájara (gemeente)
Pájara is een gemeente in de Spaanse provincie Las Palmas in de regio Canarische Eilanden met een oppervlakte van 384 km². Pájara telt 19.394 inwoners (1 januari 2016). De gemeente ligt op het eiland Fuerteventura.

## Plaatsen in de gemeente
Inwonertal per plaats (2011):
- Morro Jable (7.841)
- Costa Calma (5.531)
- Solana Matorral (2.044)
- La Lajita (1.692)
- Pájara (1.096)
- Esquinzo (806)
- La Pared (609)
- Piedras Caidas (327)
- Toto (279)
- Ajuy (91)
- Cardon (130)
- Mal Nombre (88)
- Punta Jandía (31)
- Chilegua (onbewoond)

## Demografische ontwikkeling
Bron: INE; 1857-2011: volkstellingen
Antigua · Betancuria · La Oliva · Pájara · Puerto del Rosario · Tuineje